# Come una favola
Come una favola è un brano musicale del cantautore italiano Raf, pubblicato il 12 febbraio 2015 come primo singolo che anticipava l'album Sono io, uscito il 30 giugno dello stesso anno.
La canzone ha partecipato al Festival di Sanremo 2015, mancando l'accesso alla serata finale.

## Video musicale
Il videoclip, diretto da Gaetano Morbioli, è stato pubblicato il 18 febbraio 2015 attraverso il canale YouTube del cantautore. Il video è ambientato a Verona ed è stato girato negli interni e nel cortile della famosa casa di Giulietta, per la prima volta concessa dal Sindaco della città per la realizzazione di un video.

## Classifiche
| Classifica (2015) | Posizione massima |
| ----------------- | ----------------- |
| Italia            | 42                |